# Rafa Lomana
Rafael Fernández de Lomana Gutiérrez-García, más conocido como Rafa Lomana (Santander, 16 de agosto de 1965), es un esquiador, entrenador, deportista extremo, presentador de televisión y político que se dio a conocer gracias al programa de Cuatro Desafío extremo en 2010. Fue el primero en la lista de Vox al Congreso por Albacete en las elecciones de abril de 2019, repitiendo en noviembre, donde resultó elegido.

## Biografía

### Primeros años
Nació en 1965 en Santander, aunque pronto se mudó junto a sus padres a León. Es hijo de Heliodoro Carmelo Fernández de Lomana y Perelétegui y de María Josefa Gutiérrez García (1926-2015), además es el hermano pequeño de la socialité Carmen Lomana.
Comenzó a practicar el deporte extremo a una corta edad y poco a poco se fue especializando en el esquí hasta que se convirtió en Pister de Sierra Nevada. Trabajando como entrenador en las pistas conoció a Jesús Calleja y Kike Calleja, con los que en 2010 comenzó a trabajar en el programa Desafío extremo de Cuatro, así como en sus especialesː Desafío Vertical y Desafío en el Abismo.

### Carrera televisiva
Después de haber estado trabajando 4 años con Jesús Calleja, Rafa comienza trabajar para otros canales de Mediaset España. En febrero se anuncia que será el presentador de un programa de esquí de Energy llamado Energy Snow Lomana and friends y más tarde se anuncia que será uno de los concursantes de Supervivientes 2014, donde acaba finalista. Tras salir del reality show continúa con su labor de entrenador a la vez que visitaba varios platós de Telecinco como Hable con ellas, Sálvame y Sálvame Deluxe.
En 2016 se anuncia que es el nuevo presentador de un nuevo programa sobre deporte extremos llamado Be the best en Be Mad.

### Carrera política
El 26 de marzo de 2019 fue anunciado como cabeza de lista de Vox por Albacete, tras la renuncia del candidato Fernando Paz.

## Trayectoria

### Programas de televisión
| Programas de televisión | Programas de televisión        | Programas de televisión | Programas de televisión     |
| Año                     | Título                         | Cadena                  | Notas                       |
| ----------------------- | ------------------------------ | ----------------------- | --------------------------- |
| 2010 - 2014             | Desafío extremo                | Cuatro                  | Aventurero                  |
| 2014                    | Energy Snow Lomana and friends | Energy                  | Presentador                 |
| 2014                    | Supervivientes                 | Telecinco               | Concursante - 2.º finalista |
| 2016 - 2017             | Be the best                    | Be Mad                  | Presentador                 |